# Tantilla fraseri
Tantilla fraseri este o specie de șerpi din genul Tantilla, familia Colubridae, descrisă de Günther 1895. Conform Catalogue of Life specia Tantilla fraseri nu are subspecii cunoscute.